# スズキ・イナズマ
イナズマとは、スズキが製造販売していたオートバイのシリーズ車種である。スズキ・バンディットシリーズの後継機種として位置づけられ、1990年代後半に販売されていたが、2000年以降は再びバンディットシリーズが復活、整理統合され消滅した。

## 解説
イナズマは排気量別に400cc、750cc、1,200ccの各クラスでラインナップされた。
なお750ccに関しては商品名がGSX750でありInazumaは使用されない。
400ccモデルのGSX400FS「イナズマ」（以下「イナズマ400」）は、1997年に発売された。フロントにブレンボ製対向4POTキャリパー、カヤバ工業製サスペンションを標準装備。GSFシリーズや初期のGSX-Rシリーズで定評を得ている750ccクラスの油冷エンジンをベースに、ボアストロークの縮小により400ccクラスにスケールダウンされている。GSX750と共通の車格を持ちワイドサイズのリアタイヤを採用する事により、油冷独特のエンジンフィーリングとビッグバイクのような乗り味を普通2輪免許で楽しめることがセールスポイントとなっている。イナズマ400の後期モデルには新排気ガス規制に対応するため、スロットルポジションセンサーとエキゾーストパイプに触媒が追加されている。
750ccモデルのGSX750は1998年に発売された。先代の油冷モデルであるGSF750が極端な販売不振に陥ったことで国内市場への投入は見送られたものの、シリーズ全体を通じたベースモデルとなっている。そのため「GSX750」の名称にて日本国外のみで販売された。装備については400、1200、と共通する部分、750専用部分とがあり、例えばクラッチはワイヤー式、キャブレターはCVK32（燃料ポンプなし）、センタースタンド標準装備、フロントサスペンションインナーチューブ径は43mm（アウターチューブは専用）、リアサスペンションはショーワ製、フロントブレーキキャリパーはトキコ製となっている。
1,200ccモデルのGSX1200FS「イナズマ1200」は1998年に発売された。GSX750のフレームをベースに、パイプを肉厚化することで強化されており、サスペンションはSHOWA製、ブレーキキャリパーはブレンボなど豪華装備を搭載し、1,200ccの動力性能に見合った装備になっている。エンジンはGSX-R1100の油冷エンジンを改良したものが搭載されている。

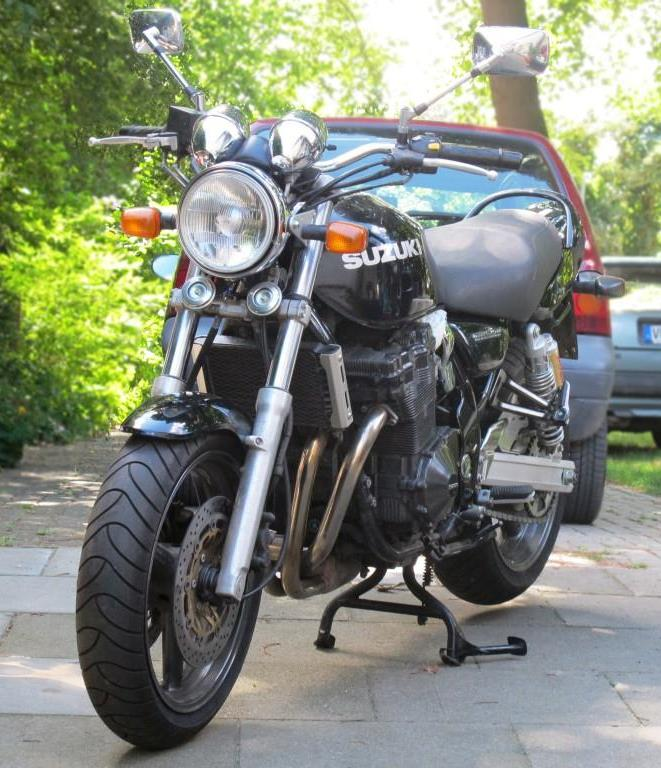
GSX750
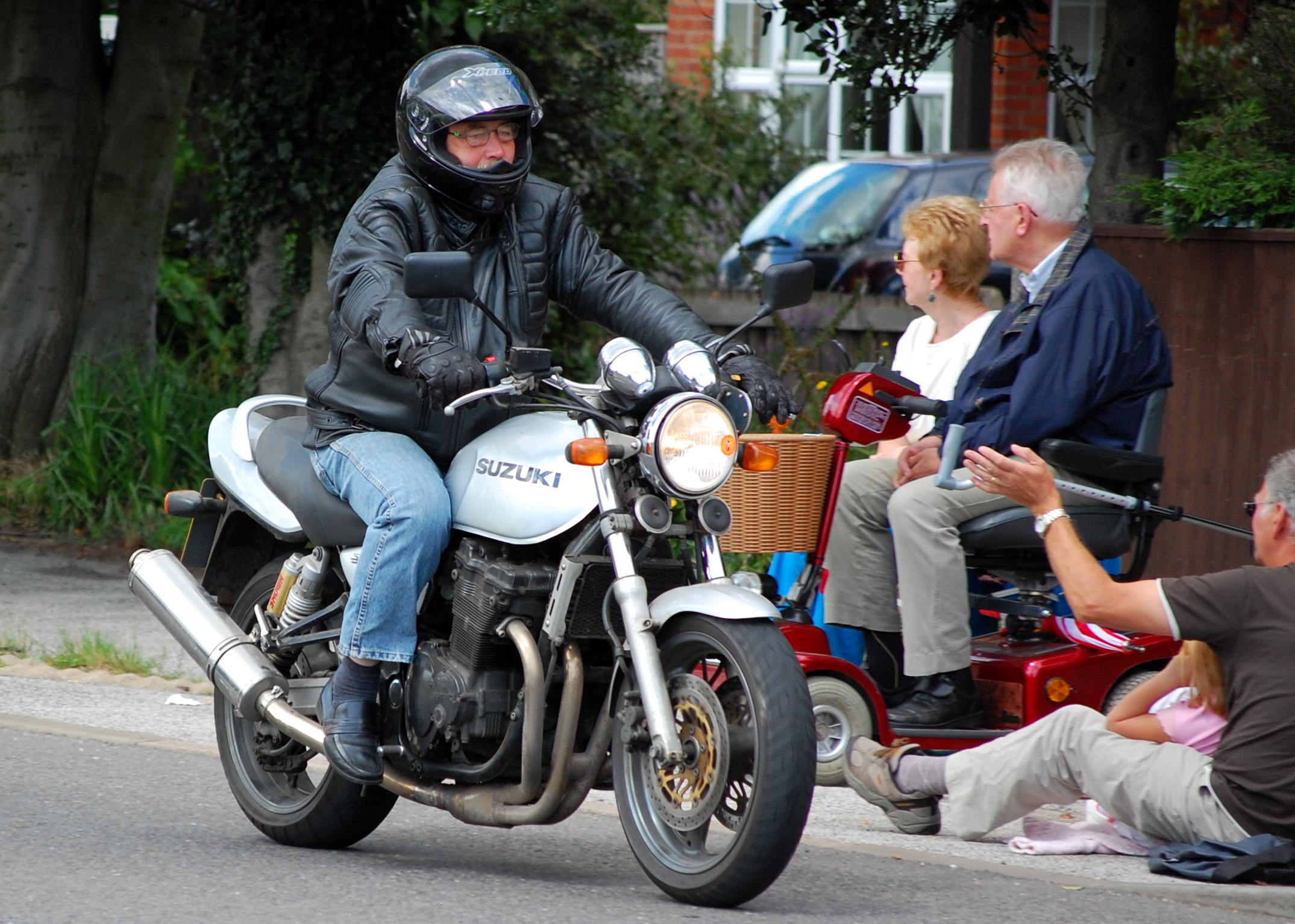
GSX750
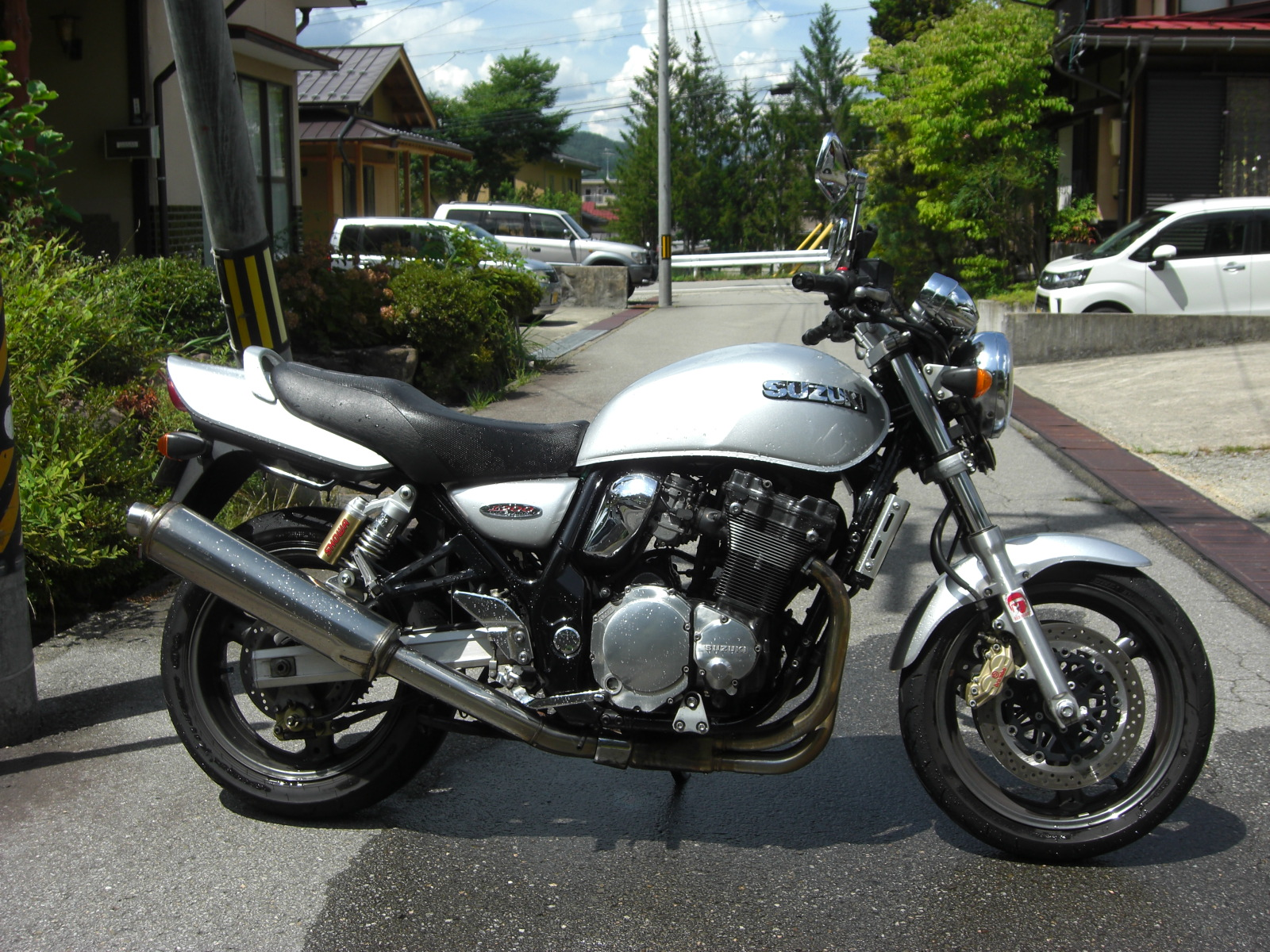
イナズマ１２００
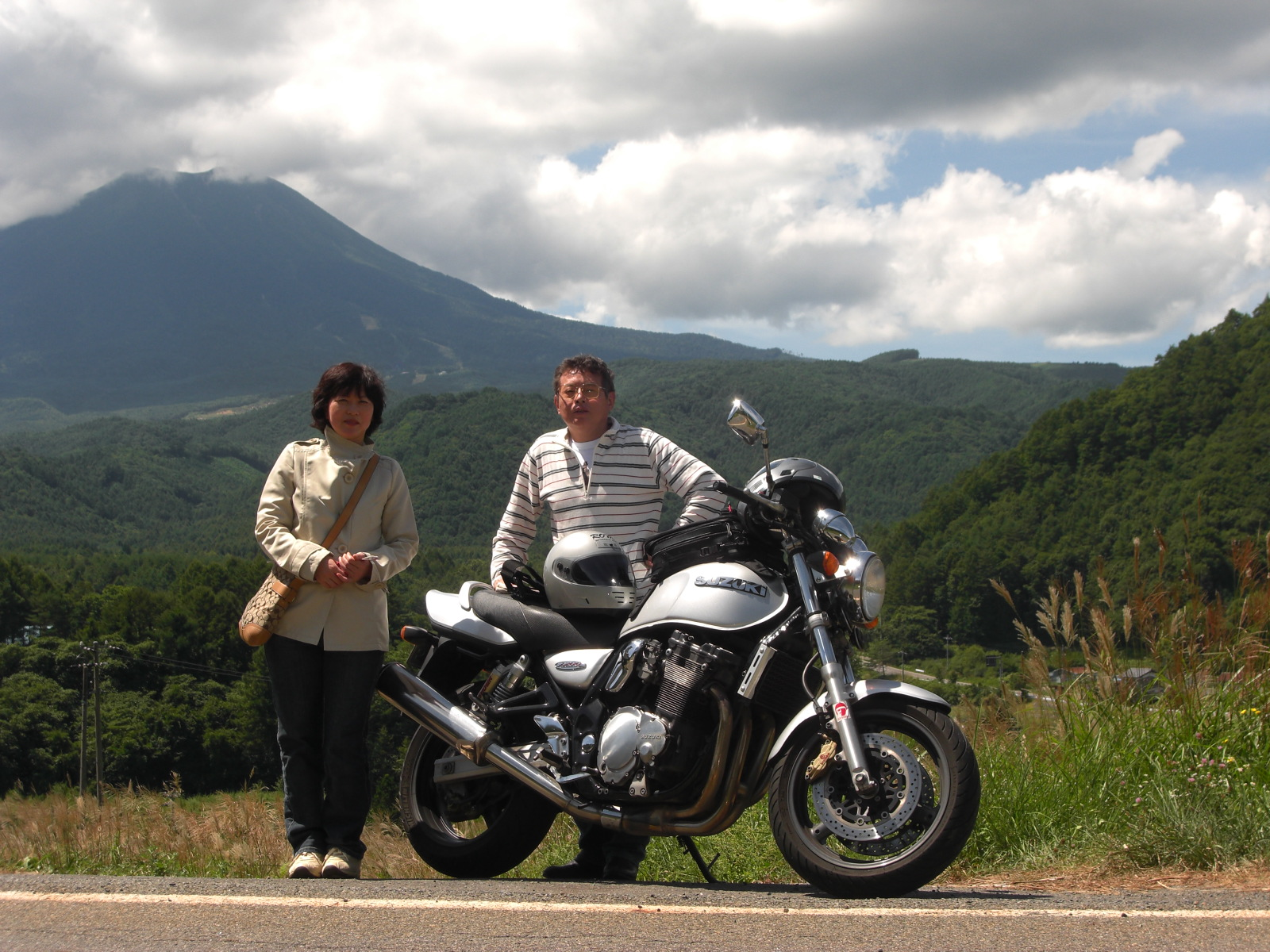
イナズマ１２００